# Кюретка

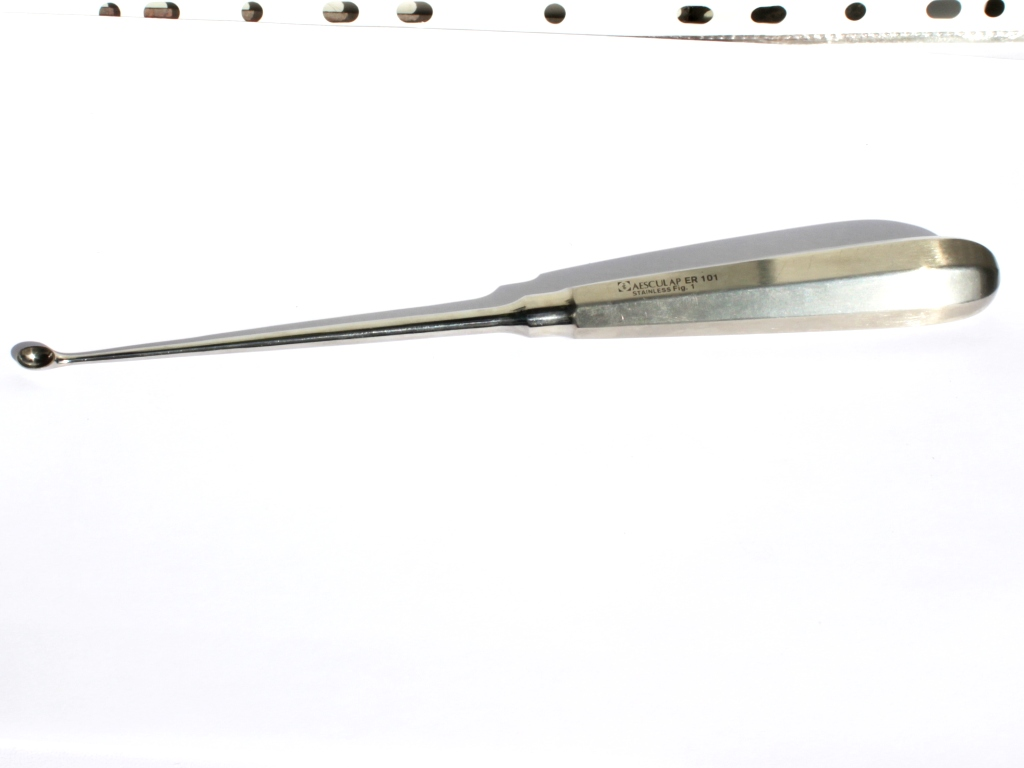
Костная кюретка

Кюре́тка (хирурги́ческая ло́жка) — медицинский инструмент, используемый в хирургии для удаления (выскабливания) патологических мягких тканей из костей:[стр. 84—85], а также в гинекологических операциях:[стр. 10] и при удалении нагноений в челюстно-лицевой хирургии и стоматологии.

## Описание
Выделяют острые костные ложки, которые состоят из рабочей части с режущей кромкой, шейки и рукоятки. Различают острые костные ложки по форме (круглые, овальные), диаметру рабочей части (малые — 2—3 мм, средние — 4—7 мм, большие — 8—14 мм), по длине всей ложки (малые — 12—14 см, средние — 15—17 см, большие — 18—23 см), также выделяют односторонние и двухсторонние острые костные ложки:[стр. 107—109].
У острых гинекологических кюреток рабочая часть представлена петельной пластинчатой острой рабочей частью. Ширина рабочей части варьирует.

### Виды кюреток

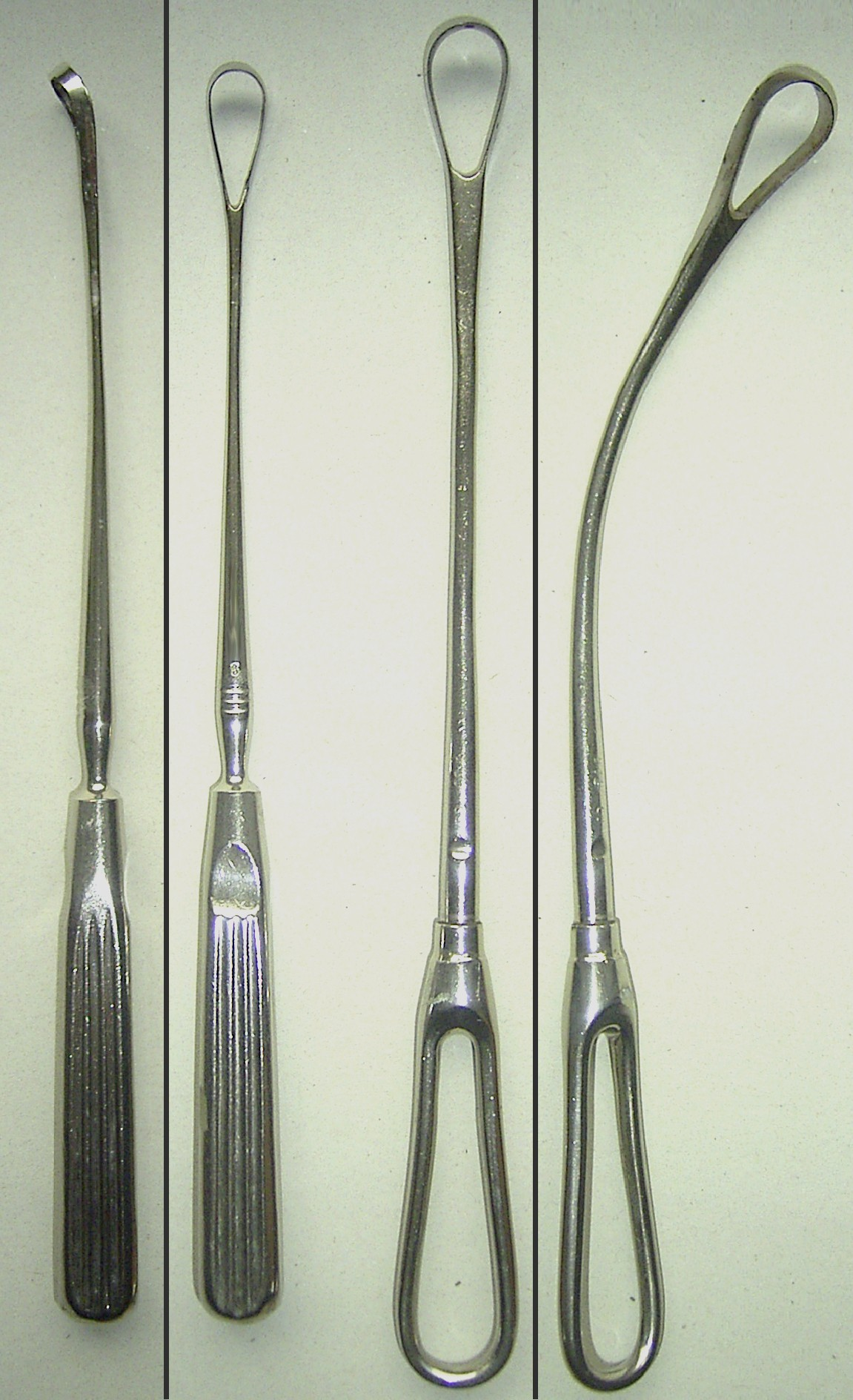
Кюретки гинекологические

Выделяют следующие виды кюреток:[стр. 108]:
- острая костная ложка Фолькмана — двухсторонняя кюретка;
- острая костная ложка Брунса — односторонняя кюретка;
- кюретка гинекологическая — односторонняя кюретка в виде кольца, заточенная с одного края, применяют для выскабливания полости матки при искусственных абортах и некоторых заболеваниях и патологических состояниях эндометрия.

## Применение
Применяют при удалении аденоидов и при гинекологических операциях. В гинекологии применяют для абразии (выскабливания) внутренней выстилки матки (эндометрия), удаления полипов, для взятия тканей на анализ, удаления оставшихся фрагментов плаценты.

## Примечание
1. ↑  Трезубов В. Н., Мишнёв Л. М., Соловьёв М. М., Краснослободцева О. А. Стоматологический кабинет: оборудование, материалы, инструменты. Учебное пособие. Санкт-Петербург:«СпецЛит», 2006. 144 с. ISBN 5-299-00308-0
2. ↑  Тургунов Е. М., Нурбеков А. А. Хирургические инструменты. Учебное наглядное пособие. Караганда, 2008. 48 с.
3. 1 2  Семенов Г. М. Современные хирургические инструменты. СПб:Питер, 2006. 352 с. (серия краткое руководство). ISBN 5-469-00785-5
4. ↑  Каталог медицинских инструментов: гинекологические инструменты Архивная копия от 26 декабря 2012 на Wayback Machine. Кюретка гинекологическая острая